# Fleetwood Mac
Fleetwood Mac là ban nhạc rock Anh-Mỹ được thành lập tại London vào năm 1967. Ban nhạc đã bán được hơn 100 triệu bản trên toàn thế giới, đưa họ trở thành một trong những nghệ sĩ có số đĩa bán chạy nhất mọi thời đại. Năm 1998, một vài thành viên của Fleetwood Mac được xướng danh tại Đại sảnh Danh vọng Rock and Roll cũng như được trao Giải Brit cho những cống hiến âm nhạc.
Ban nhạc được thành lập bởi tay guitar Peter Green, tay trống Mick Fleetwood, và tay guitar bass Jeremy Spencer trong thời kỳ bùng nổ của các ban nhạc rock của Anh vào thập niên 1960. John McVie gia nhập nhóm ngay sau đó ít lâu. Peter Green là người quyết định đặt tên nhóm bằng cách gộp tên của 2 thành viên Mick Fleetwood và tay bass John McVie (từ Mc trong McVie phát âm như Mac) cho dù McVie thậm chí còn không tham gia vào đĩa đơn cũng như buổi diễn đầu tiên của ban nhạc (khi đó anh vẫn còn ở lại nhóm The Bluesbreakers của John Mayall). Tay guitar thứ ba Danny Kirwan gia nhập nhóm năm 1968. Nữ nghệ sĩ chơi keyboard Christine McVie gia nhập nhóm vào năm 1970 sau khi kết hôn với John McVie và xuất hiện trong tất cả các album ngoại trừ album đầu tay. Trong thời kỳ này, đĩa đơn "Albatross" của họ đạt quán quân tại Anh. Tuy nhiên, những mâu thuẫn nội bộ đã dẫn đến sự ra đi của Peter Green (1970) và Jeremy Spencer (1971) cũng như Danny Kirwan (1972). Họ được thay thế bởi Bob Welch (1971) và Bob Weston (1972). Đến năm 1974, cả Welch lẫn Weston đều rời nhóm.
Cuối năm 1974, Fleetwood gặp gỡ cặp đôi song ca người Mỹ Lindsey Buckingham và Stevie Nicks và thuyết phục được họ tham gia nhóm; mở ra thời kỳ thành công rực rỡ nhất của ban nhạc này (1975 - 1987) với đội hình: Fleetwood (trống), J. McVie (guitar bass), C. McVie (keyboard và giọng nữ chính), Buckingham (guitar chính và giọng nam chính), và Nicks (giọng nữ chính). Phong cách của nhóm cũng chuyển thành rock pha pop. Album khai trương của đội hình mới có tên là Fleetwood Mac năm 1975 đứng top 1 tại Mỹ. Album thứ hai là Rumours (1977) có được 4 đĩa đơn top 10, giữ vị trí quán quân tại Mỹ suốt 31 tuần và còn đứng đầu tại nhiều quốc gia khác. Tính tới nay album đã bán được khoảng 40 triệu bản, trở thành một trong những album bán chạy nhất mọi thời đại. Album cuối cùng của thời kỳ này Tango in the Night (1987) cũng đạt nhiều thành công với 15 triệu bản được bán ra.
Đội hình này duy trì ổn định và sự thành công cho đến cuối thập niên 80, khi các dấu hiệu tan rã bắt đầu xuất hiện. Lần lượt Buckingham rời nhóm năm 1987 và Nicks rời nhóm năm 1991 mở màn cho thời kỳ vật lộn của nhóm. Thời kỳ này ban nhạc thiếu cả giọng chính lẫn guitar chính; buộc phải sử dụng những nghệ sĩ thay thế ngắn hạn. Năm 1993, trong buổi lệ nhậm chức nhiệm kỳ mới của Tổng thống Mỹ Bill Clinton, lần đầu tiên trong 6 năm cả năm thành viên trong đội hình thành công của họ lại đứng chung một sân khấu. Cuối cùng vào năm 1997, 5 thành viên của nhóm đã tái hợp lại. Buổi hòa nhạc đánh dấu sự trở lại của họ The Dance (1997) sau đó được phát hành dưới dạng một album đã đưa Fleetwood Mac trở lại đỉnh cao với 6 triệu bản được bán ra. Tuy nhiên vào năm 1998 Christine McVie lại quyết định giải nghệ. Ban nhạc vẫn tiếp tục hoạt động với 4 thành viên còn lại. Năm 2014, C. McVie quyết định quay lại nhóm. Năm 2018, Buckingham bị sa thải và được thay thế bởi Mike Campbell và Neil Finn.
Ngoài âm nhạc, Fleetwood Mac cũng nổi tiếng với những câu chuyện ly kỳ xung quanh mối quan hệ tình cảm phức tạp của các thành viên trong ban như là cặp Buckingham - Nicks (chia tay 1977) hay cặp J. McVie - C. McVie (ly dị 1976). Điều này còn thể hiện qua các ca từ của bác bài hát, hầu hết được sáng tác bởi 3 giọng chính của nhóm là C. McVie, Buckingham, và Nicks.

## Tour
- Kiln House tour – 1970
- Future Games tour – 1971
- Bare Trees tour – 1972
- Penguin tour – đầu năm 1973
- Mystery To Me tour – giữa năm 1973
- Heroes Are Hard to Find tour – 1974
- Fleetwood Mac tour – [6]
- Rumours tour – 1977–78
- Tusk tour – 1979–80
- Mirage tour – 1982
- Shake the Cage tour – 1987–88
- Behind the Mask tour – 1990
- Another Link in the Chain tour – 1994–95
- The Dance – 1997
- Say You Will tour – 2003–04
- Unleashed tour – 2009
- 2013 World tour – 2013
- On With the Show tour - 2014

## Danh sách đĩa nhạc
- Peter Green's Fleetwood Mac (1968)
- Mr. Wonderful (1968)
- Then Play On (1969)
- Kiln House (1970)
- Future Games (1971)
- Bare Trees (1972)
- Penguin (1973)
- Mystery to Me (1973)
- Heroes Are Hard to Find (1974)
- Fleetwood Mac (1975)
- Rumours (1977)
- Tusk (1979)
- Mirage (1982)
- Tango in the Night (1987)
- Behind the Mask (1990)
- Time (1995)
- Say You Will (2003)